# Orden Imperial del Águila Mexicana
La Orden Imperial del Águila Mexicana fue una condecoración creada por el emperador Maximiliano I de México durante el Segundo Imperio Mexicano el 1 de enero de 1865. Esta orden no debe confundirse con la Orden del Águila Azteca.
La orden fue establecida como un premio por méritos extraordinarios para el estado y gobernante, por su destacado servicio civil o militar y logros sobresalientes en los campos de la ciencia y el arte, fue considerada un premio más alto y exclusivo durante el Segundo Imperio.

## Historia
El emperador Maximiliano le dio prioridad a la Orden Imperial del Águila Mexicana sobre la Orden de Guadalupe, el collar se colocó en las armas imperiales y se omitió la cadena de la antigua Orden de Guadalupe, que en 1822 el emperador Agustín estableció y posteriormente el presidente Antonio López de Santa Anna restauró.

## Insignia

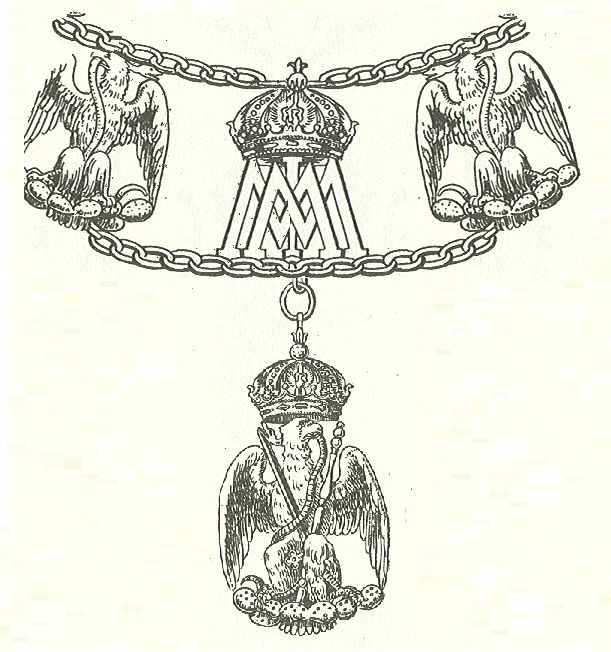
Collar con insignia de la Orden

La insignia de la Orden estaba compuesta por un águila devorando una serpiente sobre un cactus haciendo referencia al Escudo Nacional de México, y estaba coronada con la corona imperial. 
En la placa reservada para las tres primeras clases figuraba el águila rodeada por piedras verdes y rojas en un medallón al centro. La cinta era verde con orillas roja.
El collar era de oro e intercalsba en eslabones el monograma de su fundador (MIM) con el escudo del Imperio.

## Clases

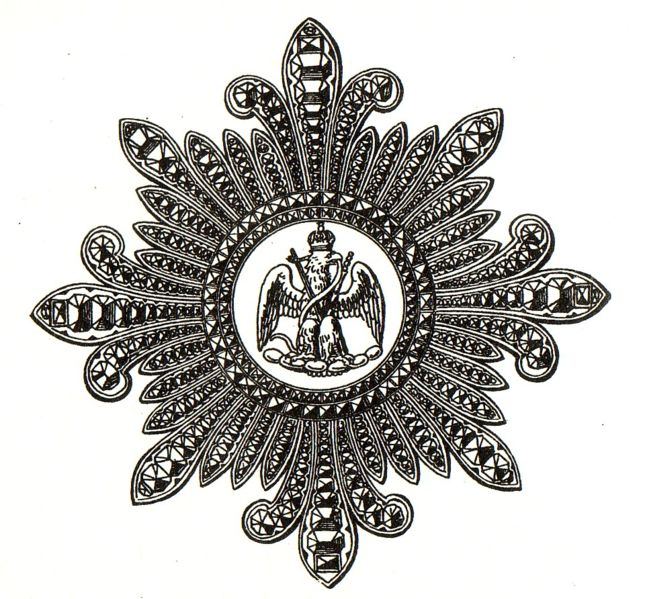
Placa de la Orden

A diferencia de las órdenes austriacas que Maximiliano había llegado a conocer en su juventud en Viena, no se proporcionó un hábito de la orden. El número de concesionarios era limitado para los mexicanos, pero en todos sus grados ilimitados en el extranjero, reservado el collar para los monarcas reinantes.
- Collar (12)

Llevaban la insignia en un collar de oro, la banda sobre el hombro derecho a la cadera izquierda y placa en el pecho izquierdo.
- Gran Cruz (25)

Llevaban la banda sobre el hombro derecho a la cadera izquierda y la placa en el pecho izquierdo.
- Gran Oficial (50)

Llevaban cinta con la insignia alrededor del cuello y la placa en el pecho derecho.
- Comendador (100)

Llevaban una cinta con la insignia alrededor del cuello.
- Oficiales (200)

Llevaban una insignia en la cinta con roseta, colgada en el pecho izquierdo,
- Caballeros (ilimitados)

Llevaban insignia en la cinta sin roseta, colgada en el pecho izquierdo.

## Después del Imperio

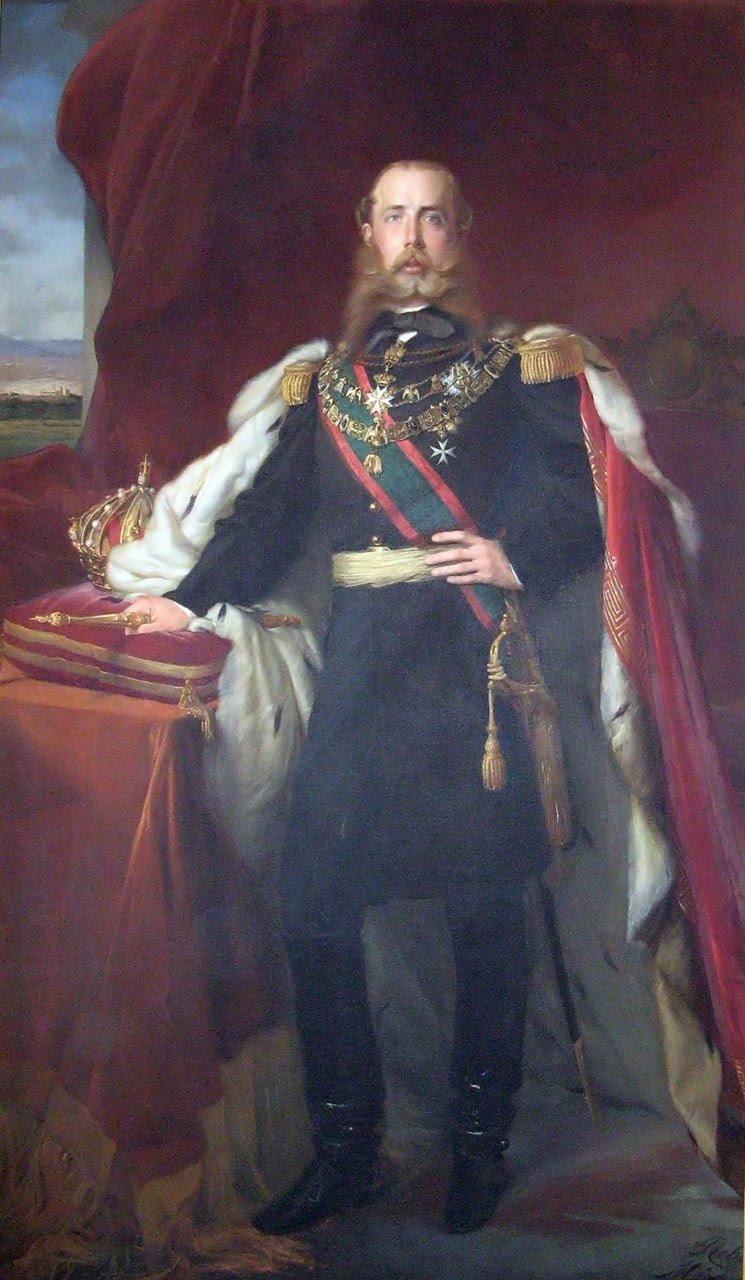
El emperador Maximiliano con el collare y la banda de la Orden del Águila Mexicana

Después de la ejecución del emperador Maximiliano y el triunfo del régimen de Juárez las condecoraciones imperiales, al igual que muchos decretos del emperador, se abolieron, sin embargo algunas personas premiadas con estás siguieron portándolas como muestra de lealtad hasta su muerte.

## Galería

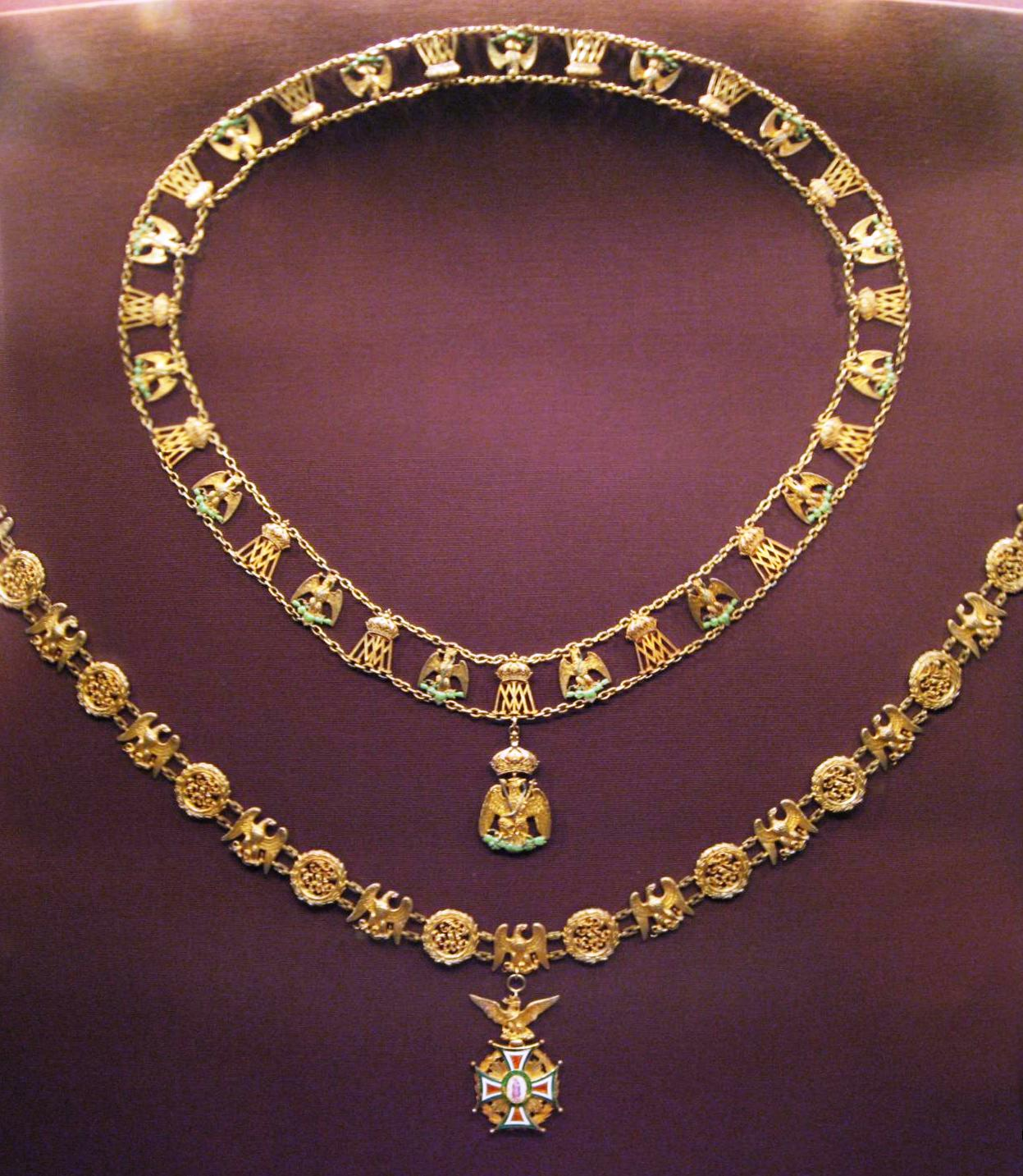
Collares de la Orden de de Guadalupe y la Orden del Águila Mexicana.
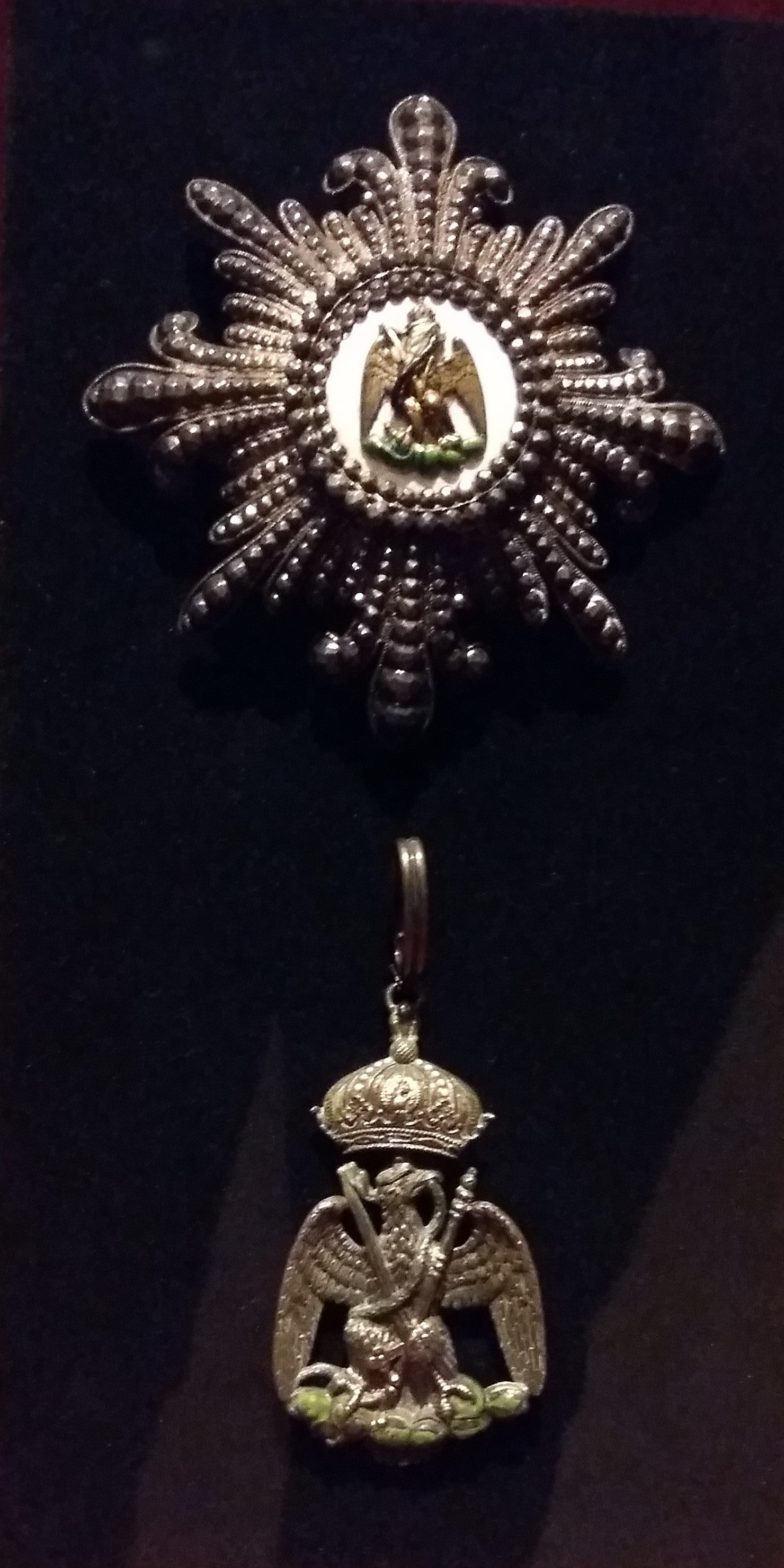
Placa e Insignia de la Orden Imperial del Águila Mexicana
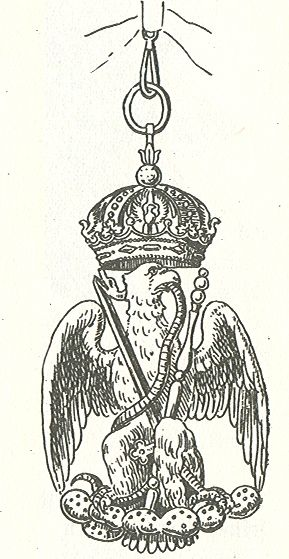
Dibujo del diseño de la venera de la orden

## Insignias
| Insignias de la Orden Imperial del Águila Mexicana |                                        |                                                          |                               |                 |                  |
| Cruces con Collar                                  | Banda Cruces con Collar Grandes Cruces | Placa Cruces con Collar Grandes Cruces Grandes Oficiales | Cinta Gran Oficial Comendador | Cinta Oficiales | Cinta Caballeros |